# Joseph Louis Gay-Lussac

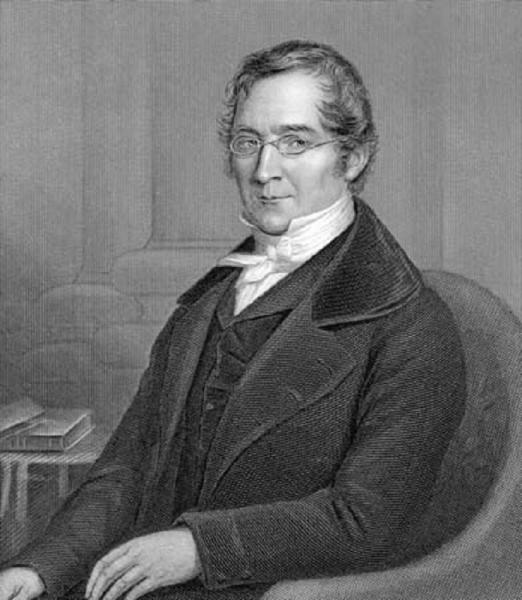
Joseph Louis Gay-Lussac

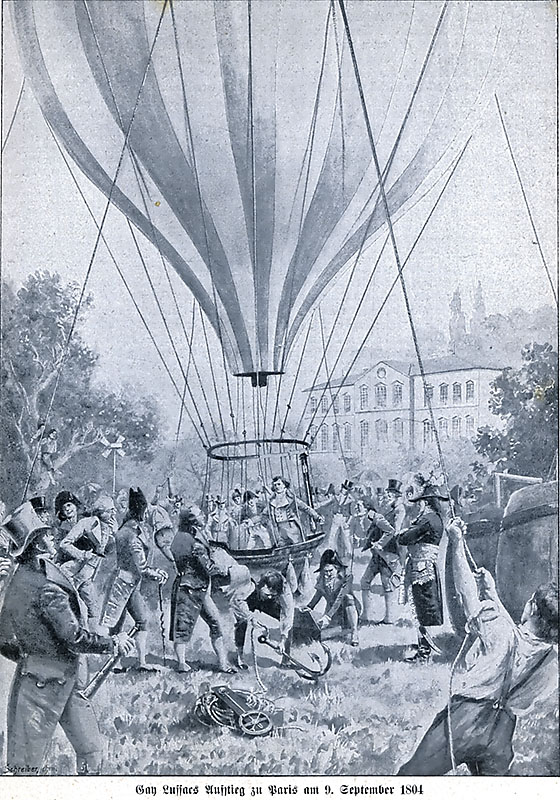
Ballonaufstieg

Joseph Louis Gay-Lussac (* 6. Dezember 1778 in Saint-Léonard-de-Noblat; † 9. Mai 1850 in Paris) war ein französischer Chemiker und Physiker.
Er entdeckte die gleichmäßige Wärmeausdehnung von Gasen (Gay-Lussac-Gesetz). Mit Alexander von Humboldt ermittelte er die Gasmengen bei der Elektrolyse von Wasser: Wasserstoff/Sauerstoff = 2/1 sowie das Verhältnis der Gasmengen zur Bildung von Wasser. Ferner stellte er fest, dass bei der Reaktion von unterschiedlichen Gasen die Volumenanteile der Einzelgase in einem ganzzahligen Verhältnis stehen müssen (Gesetz der multiplen Volumina). Er entwickelte auch die erste sichere Methode zur Durchführung von Elementaranalysen für organische Stoffe, ferner führte er erstmals eine Titrimetrie (Maßanalyse) aus.

## Leben
Joseph Gay-Lussacs Vater war ein Richter und hieß eigentlich Antoine Gay, ein kleines Gut in der Nähe ihres Wohnortes hieß Lussac. Joseph Louis Gay-Lussac war das älteste Kind der siebenköpfigen Familie in einer kleinen Ortschaft der französischen Provinz Limousin. Im November 1794 ging er nach Paris; aufgrund der Hungersnot wurden viele Schüler wieder nach Hause zu ihren Eltern geschickt – Gay-Lussac durfte wegen seiner guten mathematischen Fähigkeiten bleiben. Seit September 1797 besuchte er zunächst das Polytechnikum (École Centrale des Travaux publics) und später die École nationale des ponts et chaussées und machte dort die Bekanntschaft von Claude-Louis Berthollet. 1802 wurde er Repetitor für Chemie an der École polytechnique und hielt Vorlesungen in Chemie und einen Vortrag in der Akademie der Wissenschaften (Académie des sciences). Mitglied der Akademie wurde er 1806.
Die Wissenschaftler interessierten sich damals für die Richtung der Magnetnadel und die Zusammensetzung der Luft in höheren Luftschichten. Zuvor (1804) hatte bereits die Russische Akademie der Wissenschaften in Sankt Petersburg erste Untersuchungen in einem Ballon gemacht. Das Institut de France beauftragte Gay-Lussac und Jean-Baptiste Biot, mit einem Ballon Messungen vorzunehmen.
Am 24. August 1804 unternahm er zusammen mit Biot einen wagemutigen Flug im Wasserstoffballon und erreichte eine Höhe von 4.000 Meter. Bei dieser Gelegenheit untersuchten beide das Erdmagnetfeld. Am 16. September unternahm er, diesmal allein, eine zweite Ballonfahrt. Er nahm Luftproben in verschiedenen Höhen und stieg bis auf 21.600 Pariser Fuß empor, das entspricht 7.017 Meter Höhe über dem Ballonstandort. Die Analyse der Proben gemeinsam mit Alexander von Humboldt ergab, dass der Sauerstoffgehalt der Luft sich mit der Höhe nicht ändert (die Luft wird insgesamt dünner, aber das Verhältnis der Gase bleibt konstant). Sie konnten eine Temperaturabnahme von 1 °C je 174 Meter Höhenaufstieg messen, ferner konnten Gay-Lussac und Alexander von Humboldt John Daltons Überlegung – dass atomar schwerere Gase absinken, leichtere atomare Gase aufsteigen, und sich dadurch die Zusammensetzung in höherer Atmosphäre ändert – widerlegen. Heute wissen wir, dass Daltons Annahme unter anderem zur Folge hätte, dass der gesamte Kohlenstoffdioxid-Anteil der Erdatmosphäre sich pur auf der Erdoberfläche sammeln würde, was Sauerstoffkonsumenten (z. B. alle Tiere und Menschen) ersticken würde. Dennoch ändert sich die chemische Zusammensetzung der Atmosphäre mit der Höhe tatsächlich in geringem Umfang aufgrund anderer physikalischer Einflüsse, die Dichte der Gase spielt dabei keine Rolle.
Berthollet gründete eine private wissenschaftliche Gesellschaft, die Société d’Arcueil. Dort kam Gay-Lussac in Bekanntschaft mit Pierre-Simon Laplace und Alexander von Humboldt. Mit diesem unternahm er eine Forschungsreise (März 1805) nach Rom und Neapel (zum Vesuv), sie verbrachten den Winter 1805/1806 in Berlin. Humboldt hat mehrfach betont, dass Gay-Lussac einen nachhaltigen Einfluss auf seine Entwicklung als Wissenschaftler ausübte.
1808 wurde Gay-Lussac Professor für praktische Chemie an der École polytechnique in Paris und gleichzeitig Professor für Physik und Chemie an der Sorbonne. 1809 wurde ihm gemeinsam mit Louis Jacques Thénard durch die mathematisch-physikalische Klasse des Institut de France der von Napoleon Bonaparte ausgesetzte Galvanische Preis von 3000 Francs zuerkannt. Gay-Lussac beherrschte Italienisch, Englisch, Deutsch. Er war Mitglied vieler amtlicher Kommissionen (z. B. Comité consultatif des arts et des manufactures (1805), Conseil de perfectionnement des poudres et des salpêtres (1818)).
Gay-Lussac gab seit 1816 gemeinsam mit François Arago die Annales de Chimie et de Physique heraus. 1818 wurde von der französischen Académie des sciences ein Wettbewerb ausgeschrieben, bei dem er Mitglied der von Arago geleiteten Jury war. Der Gewinner des Wettbewerbs wurde gegen den Widerstand von Siméon Denis Poisson Augustin-Jean Fresnel, der sich mit einer neuartigen Arbeit zur Wellenoptik beteiligte, die unter anderem die theoretischen Grundlagen zur Erklärung von Poisson-Flecken lieferte. 1815 wurde Gay-Lussac auswärtiges Mitglied der Royal Society sowie Ehrenmitglied (Honorary Fellow) der Royal Society of Edinburgh. 1829 wurde er Ehrenmitglied der Russischen Akademie der Wissenschaften in St. Petersburg. 1830 wurde er zum auswärtigen Mitglied der Göttinger Akademie der Wissenschaften und 1832 in die American Academy of Arts and Sciences gewählt. Am 31. Mai 1842 wurde er in den preußischen Orden Pour le Mérite für Wissenschaften und Künste als ausländisches Mitglied aufgenommen. Bereits seit 1812 war er Mitglied der Preußischen und seit 1820 der Bayerischen Akademie der Wissenschaften.
Er heiratete die Tochter eines verarmten Musikers.
Bei einer Explosion mit Kohlenwasserstoffen hatte sich Gay-Lussac ein schweres Handleiden zugezogen. Diesen Unfall hat er nie überwunden.
Am 9. Mai 1850 starb Gay-Lussac in Paris. Er wurde auf dem Friedhof Père-Lachaise beigesetzt.

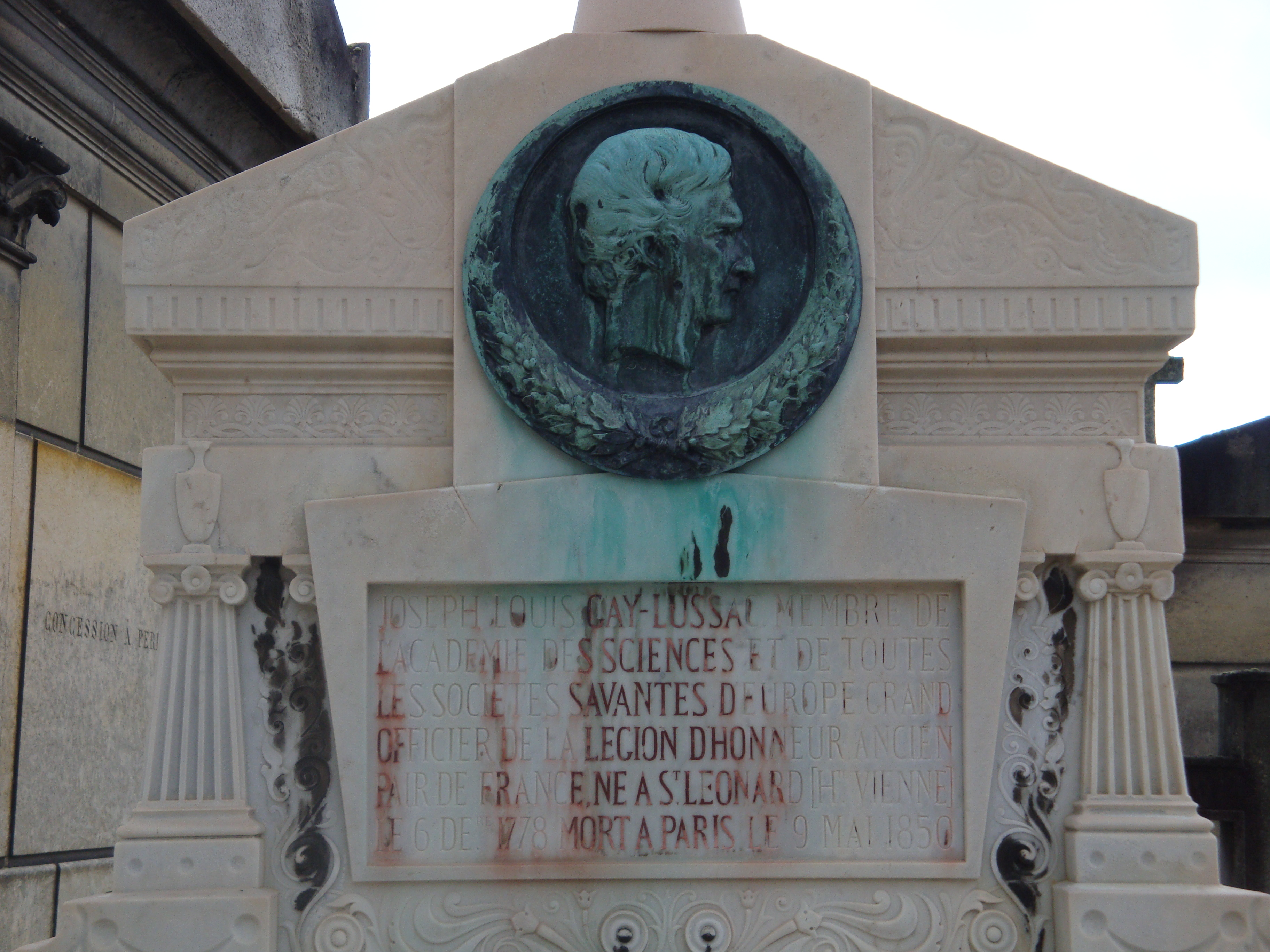
Grabstätte von Gay-Lussac im Cimetière du Père-Lachaise in Paris

## Ehrungen
In Paris sind eine Straße und ein Hotel in der Nähe der Sorbonne nach ihm benannt.
Er ist namentlich auf dem Eiffelturm verewigt, siehe Liste der 72 Namen auf dem Eiffelturm. Nach ihm ist der Mondkrater Gay-Lussac benannt. Auch die Pflanzengattung Gaylussacia Kunth aus der Familie der Heidekrautgewächse (Ericaceae) ist nach ihm benannt.
Eine vor allem in Frankreich früher benutzte Einheit zur Bestimmung des Alkoholgehaltes wurde ihm zu Ehren mit Grad Gay-Lussac benannt.

## Wissenschaftliche Arbeiten

### Physikalische Chemie
1802 formulierte er das Gesetz von Gay-Lussac, nach dem sich Gase linear mit steigender Temperatur ausdehnen, wenn der Druck konstant bleibt. Der Koeffizient der Volumenzunahme, den Gay-Lussac je Grad Temperaturerhöhung messtechnisch bestimmte, lag bei 1/266 (tatsächlich: 1/273).
Nach diesem Gesetz ermittelte A. Crawford die Temperatur, bei der das Volumen eines Gases verschwindet und kam nahe an den absoluten Nullpunkt der Temperatur (−273 °C) heran.
Gedankliche Vorarbeiten für das Gay-Lussac Gesetz gab es bereits von einigen bekannten Wissenschaftlern (Amontons, Lambert, Charles), die jedoch den Grad der Ausdehnung bei Temperaturerhöhung noch nicht präzise genug bestimmt hatten. Jacques Alexandre César Charles stellte bereits eine gleichmäßige Ausdehnung von Gasen (Sauerstoff, Stickstoff, Wasserstoff) im Bereich zwischen 0 und 100 °C fest.
Gay-Lussac untersuchte zusammen mit Alexander von Humboldt die Volumenmengen an Wasserstoff und Sauerstoff, die sich zu Wasser verbinden. Sie stellten dabei fest, dass sich genau zwei Volumenteile Wasserstoffgas mit einem Volumenteil Sauerstoffgas zu Wasser verbinden. Weiterhin machten sie Versuche zur Bestimmung der Zusammensetzung der Luft.
Versuche mit anderen Gasen führten ihn zur Erkenntnis, dass die Raumverhältnisse von atomaren Gasen zu Verbindungen in einem einfachen Verhältnis stehen (Gesetz der multiplen Volumina).
Nach diesem Gesetz entwickelte etwas später Amedeo Avogadro seine Hypothese, die später zum Avogadroschen Gesetz wurde.
Das Gesetz der multiplen Volumina führte Gay-Lussac zu weiteren Schlussfolgerungen.
Im Jahr 1815 entwickelte Gay-Lussac eine Methode zur Bestimmung von Dampfdichten. Anhand der Dampfdichten konnten Molekülmassenbestimmungen von organischen und anorganischen Verbindungen vorgenommen werden. Nur die Bestimmung des Volumens und das Gewicht eines bei der Destillation entstehenden Gases sind ausreichend, um – durch Vergleich zu Wasserstoffgas – das tatsächliche Gewicht eines leicht verdampfbaren organischen Moleküls zu ermitteln.
Er nutzte diese Methode zur Bestimmung der Molmassen von Blausäure, Ethanol, Diethylether.
Später (1865) wurde diese Methode von August Wilhelm von Hofmann und Victor Meyer verbessert.
1807 führte Gay-Lussac Temperaturversuche mit zwei durch ein Rohr verbundenen, abtrennbaren und gleich großen Räumen aus. Mit einer Luftpumpe evakuierte er den einen Raum und ließ dann das Gas vom anderen Raum einströmen. Er stellte dabei eine Temperaturerhöhung beim Einströmen und eine Temperaturerniedrigung beim Abfließen des Gases fest. Dieser Versuch wurde 1845 von James Prescott Joule mit besseren Messmethoden durchgeführt, sein Ergebnis ging als Joulesches Gesetz in die Wissenschaft ein und legte so den Grundstein für die Innere Energie der Thermodynamik.
Gay-Lussac ermittelte auch die Wärmekapazität von Gasen bei konstantem Druck und konstantem Volumen. 1822 führte er die allgemeine Gaskonstante {\displaystyle R} aus der Differenz {\displaystyle C_{p}-C_{v}=R} ein. Regnault konnte später die Differenz noch präziser bestimmen, daher wird R auch die Regnault-Konstante genannt.
Ferner befasste sich Gay-Lussac mit Untersuchungen zur Diffusion von Flüssigkeiten, mit der Ermittlung von Siedepunkten von jeweils zwei Flüssigkeiten, mit der Abhängigkeit von Löslichkeit und Temperatur von Salzen. Gay-Lussac verbesserte auch Arbeitsgeräte für physikalisch-chemische Arbeiten (Messung der Dampfspannung, verbessertes Barometer, Kolbenmanometer).

### Anorganische Chemie
Seit 1808 versuchten Gay-Lussac und Louis Jacques Thénard, reines Kalium und Natrium aus Kaliumhydroxid bzw. Natriumhydroxid mittels einer Voltaschen Säule herzustellen. Hierbei zog er sich eine ernste Augenverletzung zu. Ein Jahr dauerte es, bis seine Sehfähigkeit wieder halbwegs ausreichend war.
Im Jahr 1809 fanden Gay-Lussac und Louis Jacques Thénard die Amide des Kaliums und des Natriums. Im Jahr 1810 fanden sie die Peroxide von Kalium und Natrium.
Gay-Lussac untersuchte das 1811 von Bernard Courtois entdeckte Iod und zeigte, dass sich die chemischen Eigenschaften von Iod und Chlor ähneln. Er entdeckte dabei die Iodwasserstoffsäure und das Kaliumiodid. Er ermittelte die Oxidationsstufen von Schwefliger Säure (1813) und von Ionen des Stickstoffs. Zusammen mit Thénard entdeckte er 1808 das elementare Bor und fast wasserfreie Flusssäure.
Gay-Lussac konnte zeigen, dass die These von Lavoisier, dass alle Säuren Sauerstoff enthalten, unrichtig war. Er fand, dass Salzsäuregas keinen gebundenen Sauerstoff enthält, konnte Blausäure und Schwefelwasserstoff als Säuren identifizieren. Da die bekannten Säuren immer Wasserstoff enthielten, führte Gay-Lussac die Vorsilbe Hydro ein.

### Organische Chemie
Zusammen mit Thénard entwickelte Gay-Lussac einen Apparat zur organischen Elementaranalyse unter Verwendung von Kaliumchlorat als Oxidationsmittel. Das Volumen der verbrannten Gase wurde in einer Quecksilberröhre bestimmt, das Kohlendioxid wurde mit Kaliumhydroxid gebunden und dann bestimmt.
Ab 1815 ersetzte Gay-Lussac für die Elementaranalyse das Kaliumchlorat durch Kupfer(I)-oxid.
Bei Untersuchung der Blausäure, die Stickstoff enthält, nutzte er für die Elementaranalyse reines Kupfer.
Gay-Lussac bestimmte auch die chemische Zusammensetzung von Blausäure (und prägte gleichzeitig den Begriff Cyanwasserstoff sowie Cyanid), Chlorcyan, Ethanol und Diethylether. Er ermittelte ferner die Gleichung der alkoholischen Gärung.
In Gemeinschaft mit Justus von Liebig untersucht Gay-Lussac das Silberfulminat.
Im Jahr 1828 lässt Gay-Lussac Chlor auf Fette und Wachse einwirken, er erkannte dabei einen Austausch von Wasserstoff durch Chlor.

### Analytische Chemie
Gay-Lussac entwickelte ein Verfahren zur Alkoholbestimmung und ein volumetrisches Verfahren zur Bestimmung des Silbergehaltes.
Er führte auch die Maßanalyse und die Titration ein.
Wichtig waren die Chlorimetrie (1824) zur Bestimmung des Chlors oder des Silbers und die Alkalimetrie (1828).

### Technische Chemie
Zum Auffangen von nitrosen Gasen bei der Schwefelsäureproduktion entwickelte er den Gay-Lussac-Turm.

## Schriften
- mit Louis J. Thénard: Recherches physico-chimiques. 2 Bände. Deterville, Paris 1811, (Digitalisate: Band 1, Band 2).